# Hystricia rufohirta
Hystricia rufohirta là một loài ruồi trong họ Tachinidae.